# Ланолін
Ланолі́н (від лат «lana» — шерсть і «oleum» — олія) — очищений тваринний віск, який отримують при промивці овечої шерсті. Є побічним продуктом переробки вовни, який отримують із виробничих відходів (вовнового бруду). Густа в'язка маса від світло-жовтого до темно-коричневого кольору з зі слабким своєрідним запахом.
В складну молекулу ланоліну спеціальними методами вводять окис етилену, і отримують оксиметильований ланолін, який є цінною косметичною сировиною.

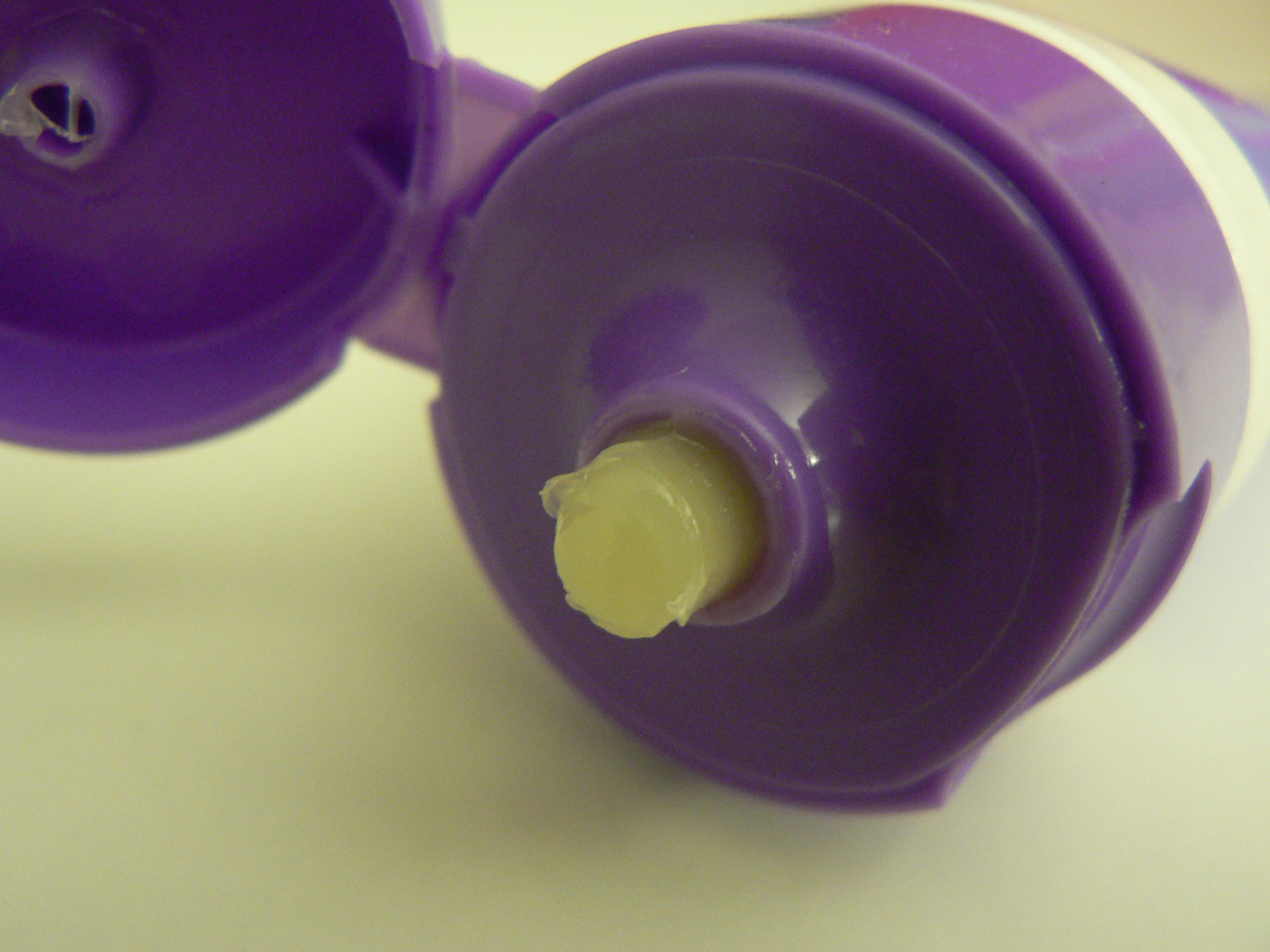
Мазь з ланоліном

Ланолін та продукти його переробки широко використовуються в парфумерно-косметичному виробництві і фармакології як основа для мазей. Використовується для приготування мазей і, в особливості, помад.
Ланолін зареєстрований в Україні як харчова добавка E913.
Застосування
Широко застосовується у складі різних косметичних засобів - кремів і т. д., в медицині використовується як основа для різних мазей (зокрема очних), пластирів і клейких пов'язок, а також для пом'якшення шкіри (у суміші з рівною кількістю вазеліну) .
Випускається чистий, очищений ланолін для жінок, що годують (торгові назви: Лановіт, Purelan, Lansinoh, Lanolin, Pixeltap). При місцевому застосуванні, ланолін допомагає загоєнню тріщин на сосках і запобігає їх появі, і не вимагає змивання перед годуванням (безпечний для немовлят).
Ланолін використовується як компонент кондиціонерів для волосся, він благотворно впливає на структуру і самоочищання волосся (або вовни тварин), посиленого росту волосся ланолін не викликає, хоча такий міф існує.
Ланолін зареєстрований як харчова добавка E913.